# باسكوال أورتيجا بورتاليس
كان باسكوال أورتيجا بورتاليس ولد في5 ديسمبر 1839وتوفي في 22 ديسمبر 1899 كانرسامًا تشيليًا بارزًا يتناسب فنه مع فئتي الرومانسية والواقعية . 